# Voice Mail
Voice Mail è il secondo album in studio del cantautore britannico John Wetton, pubblicato il 17 giugno 1994 dalla Canyon International.

## Descrizione
Il disco fu distribuito inizialmente per il solo mercato giapponese. Nello stesso anno fu ripubblicato per il mercato internazionale con il titolo Battle Lines e con una nuova copertina.

## Tracce
1. Right Where I Wanted to Be – 4:55 (John Wetton, Bob Marlette)
2. Battle Lines – 5:26 (John Wetton, Bob Marlette, Bob Mitchell)
3. Jane – 4:19 (Jed Leiber, John Wetton, Simon Phillips)
4. Crime of Passion – 4:43 (John Wetton, John Young)
5. Sand in My Hand – 3:48 (John Wetton, Bruce Turgon)
6. Sea of Mercy – 4:40 (John Wetton, Bob Marlette, Bob Mitchell)
7. Hold Me Now – 5:59 (John Wetton, Bob Marlette)
8. Space and Time – 4:07 (John Wetton, Jim Peterik)
9. Walking on Air – 3:10 (John Wetton, Bob Marlette)
10. You're Not the Only One – 4:58 (John Wetton, Bob Marlette)

Traccia bonus nella riedizione del 1996
1. Battle Lines (Acoustic Version) – 5:31

## Formazione
Musicisti
- John Wetton – voce chitarra acustica, basso e tastiere
- Bob Marlette – pianoforte, tastiere, sintetizzatori
- Michael Landau – chitarra
- Michael Cartellone – percussioni
- Claude Gaudette – tastiere
- Robert Fripp – chitarra
- Simon Phillips – batteria
- Steve Lukather – chitarra
- Dave Boruff – sassofono
- Robbie Buchanan – pianoforte
- Jed Leiber – tastiere
- Paul Buckmaster – arrangiamenti strumenti ad arco

Produzione
- Ron Nevison – produzione
- Chris Lord-Alge – missaggio
- Doug Sax – mastering